# Paul Drayson
Pour les articles homonymes, voir Paul Rudd (homonymie), Rudd et Drayson.
Paul Rudd Drayson, baron Drayson, né le 5 mars 1960, est un homme d'affaires, pilote automobile amateur et homme politique britannique. Il est ministre de la Science d'octobre 2008 à mai 2010, au département des Affaires, de l'Innovation et des Compétences où il remplace Ian Pearson. Il participe en tant que pilote aux 24 Heures du Mans en 2009 et en 2010.

## Biographie
Paul Drayson étudie au SDC (St Dunstan's College), et est diplômé en robotique de l'université Aston.
De 1986 à 1991, il est directeur de Lambourn Food Company. De 1992 à 1998, il est directeur de Justin de Blank Ltd.
Il co-fonde en 1993 PowderJect Pharmaceuticals, vendu en 2003.
De 2001 à 2002, il dirige la BioIndustry Association. En 2002–2005, il dirige la campagne de recherche de fonds pour construire un hôpital pour enfants au John Radcliffe Hospital à Oxford. Depuis 2003, il est Entrepreneur-in-Residence à la Said Business School (Oxford University).
Il est actuellement président de la Motorsport Industry Association, et dirigeant exécutif de Drayson Technologies Ltd, près d'Oxford.

## Sport automobile

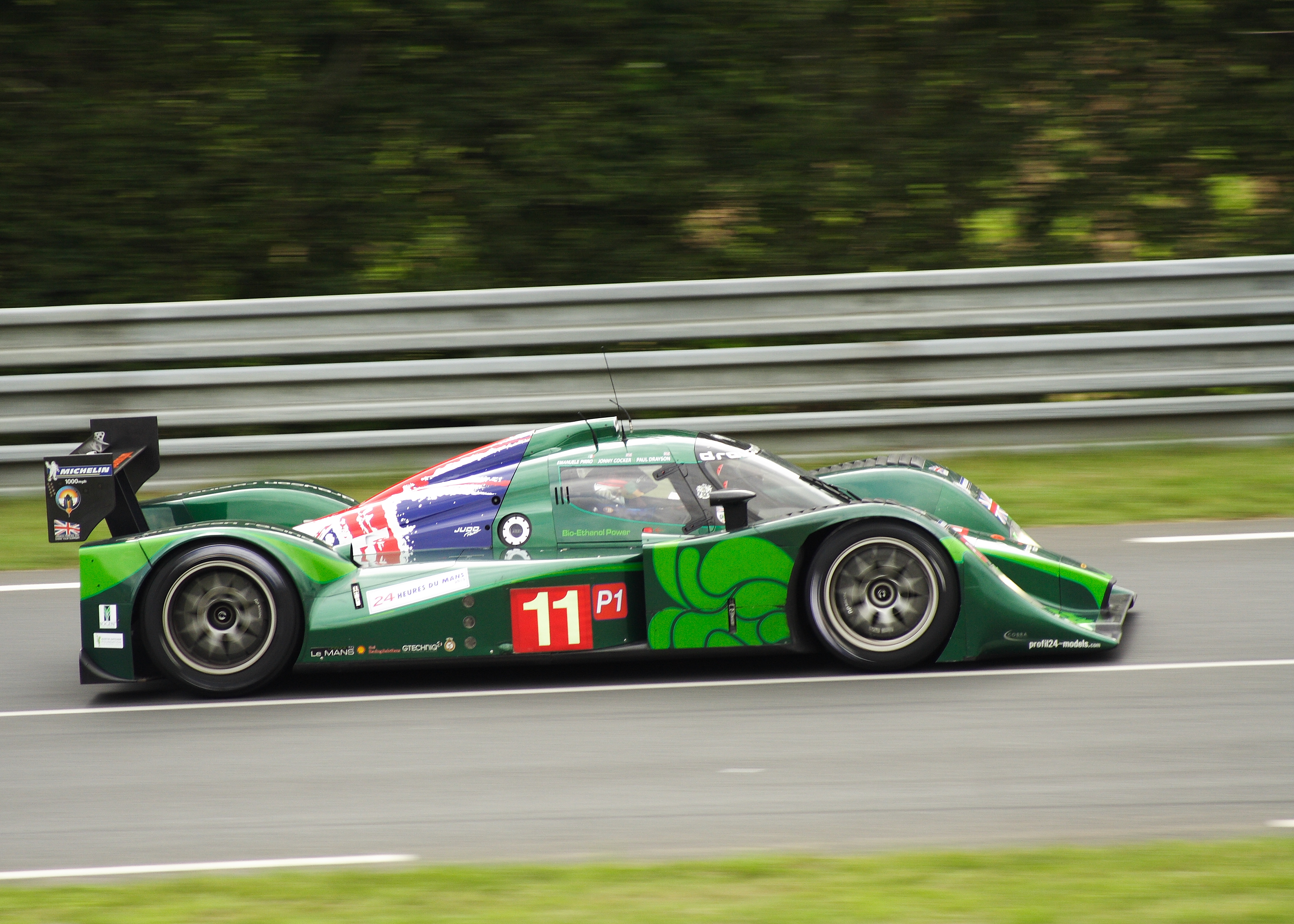
Paul Drayson aux 24 Heures du Mans 2010.

Il a la particularité d'être borgne depuis son plus jeune âge et il ne pouvait pas piloter en course avant 2008 car c'était interdit par la FIA. Mais ses performances en ALMS ont amené la FIA à modifier le règlement pour lui permettre de participer aux 24 Heures du Mans. Il y participe en 2009 où il finit dernier derrière Patrick Dempsey. Puis en 2010, après la défaite du Labour, il décide de se consacrer à son écurie, le Drayson Racing et de participer aux 24 Heures du Mans où il se qualifie honnêtement avant de terminer la course non classé.
L'année 2010 voit aussi la victoire de l'écurie lors de l'épreuve de Road America des American Le Mans Series mais en 2011 l'écurie décide de ne se consacrer à l'EV Cup, premier championnat de véhicules électriques.
Le 26 juin 2013, il pulvérise l'ancien record du monde de vitesse avec un véhicule électrique de moins d'une tonne (281,64 km/h) en réalisant, avec sa Lola-Drayson B12/69 EV, une pointe à 328,31 km/h. Après avoir failli s'engager en championnat de Formule E FIA, Paul Drayson et Drayson Racing décident d'annuler le projet et de laisser la place à TrulliGP, tout en devenant partenaire technique de l'équipe italo-helvétique,.